# Магістральний (Ігринський район)
Магістра́льний (Арлеть; рос. Магистральный, Арлеть) — село (колишнє селище) в Ігринському районі Удмуртії, Росія.

## Населення
Населення — 211 осіб (2010; 236 в 2002).
Національний склад станом на 2002 рік:
- росіяни — 65 %
- удмурти — 29 %

## Урбаноніми[3]
- вулиці — Клубна, Станційна